# Arameus
Els arameus van ser un poble semita en un principi nòmada que vivia a Mesopotàmia i a Llevant. Se'l coneix des del Bronze final, quan van començar a moure's pel territori a causa de les invasions dels Pobles de la mar. Parlaven l'arameu, una llengua semítica. Obligats per la necessitat de sobreviure van entrar a Assíria en una època propera al regnat de Teglatfalassar I (1115 aC a 1076 aC). És possible que dos segles abans el poble conegut com a akhlamu, que s'havia instal·lat al país de Subartu, que era territori assiri, i en part, vora del riu Eufrates fos en realitat un poble arameu, que ja havia iniciat la marxa cap aquesta regió. Se sap que Aixurreixixi I, pare de Teglatfalassar I, havia declarat vençuts per sempre als akhlamu, que les fonts assíries anomenen també arameus. Teglatfalassar va haver d¡enfrontar-se amb aquest poble, i el va perseguir pel desert des del país de Suhi fins a Carquemix. els nòmades van travessar l'Eufrates, i el rei assiri els va perseguir, conquerint sis de les seves ciutats, sense que els arameus presentessin batalla i dispersant-se pe l'ample territori de Tadmor (després Palmira). El rei va travessar el riu vint-i-quatre vegades en catorze campanyes contra aquestes tribus. De totes maneres, en aquella època els arameus es van apoderar de Babilònia, on un dels seus caps va arribar a ser rei. Assíria no va poder arribar fins al Mediterrani per l'oposició que li van presentar les tribus aramees que ocupaven aquells territoris.Un segle més tard, els arameus, que ja s'havien organitzat en un estat, van lluitar contra els reis bíblics Saül i David per dominar el Líban i els territoris veïns.
Durant el llarg regnat d'Aixurrabi II d'Assíria, (1013 aC - 972 aC) els arameus es van apoderar de Pethor i Mutkinu, i de les valls de diversos afluents de l'Eufrates, fundant el regne arameu de Bit Adini, amb capital a Til Barsip. Es van seguir expandint i van fundar diversos estats, el més important va ser Bit Bahiani, amb capital a Guzana, que ocupava una posició estratègica a la ruta que unia Assíria amb l'Eufrates. La poderosa tribu dels temanites (un subgrup dels arameus) va en direcció al Tigris i funda nous estats al voltant de ciutats com Nísibis, Khuzirina (Mamblu) i Gidara. Gidara va caure a mans dels arameus en temps de Teglatfalassar II (967 aC a 935 aC) i la van rebatejar amb el nom de Radammate. A la vora de l'Eufrates van fundar diversos estats: Laqi, segurament a la desembocadura del Khabur, Khindanu i Shuhi. A la primera meitat del segle XI aC, un cap tribal anomenat Adadapaliddina es va proclamar rei de Babilònia, i els assiris el van haver de reconèixer. Les grans ciutats amb santuaris importants, com Babilònia, Borsippa i Kutha es van convertir en ciutats santes governades per una casta sacerdotal, on hi feien oracions els assiris, els arameus i els caldeus.
Cap al sud s'estenia fins al golf Pèrsic el país de Sumer. Els caldeus, de la família dels arameus, es can establir en aquell territori seguint amb els seus costums semi-nòmades, i van formar a la meitat del segle IX aC, sis principats de fronteres variables: Larsa, Bit Dakkuri, Bit-Amukkani, Bit Shilani, Bit Shaalli i Bit Yakin. Els arameus es van estendre cap al nord de Síria on es van trobar amb la confederació d'estats neohitites de Carquemix, Hama, Alep, Arpad i Kattinna, que els van oposar certa resistència. Alep i Arpad van ser conquerides amb facilitat i els arameus van formar allà l'estat de Bit Agusi. Cap al nord-oest els arameus van fundar el Regne de Samal. Els arameus també ocupaven en aquell temps tota la vall de l'Orontes i del Litani.
El rei assiri Aixurdan II (935 aC al 912 aC) va iniciar diversos atacs contra els arameus i va reconquerir diverses ciutats iniciant la recuperació d'Assíria. El seu fill Adadnirari II inicia una marxa contra els estats arameus que l'impedien el pas cap al Mediterrani. Les seves campanyes el van portar a ocupar i destruir diversos regnes arameus, especialment Kadmukh i Nisibin. Després de dues campanyes sense èxit contra Nísibis, aquesta ciutat, capital del principat arameu del mateix nom, va caure a les seves mans l'any 895 aC i va fer presoner al rei Nur-Adad que va portar a Assíria. Va assegurar la zona del riu Khabur i de les muntanyes de Kashiari. Va fer baixar els seus eèrcits pels rius Balikh i Khabur i van sotmetre els principats establerts a la vora d'aquestos rius: Gardi Kannu, Bit Bahiani (moderna Tell Halaf), Kindanu, Bit Adini, Laqi (al nord-oest del Khabur), Sirqu i Bit Zamani.
Assurnasirpal II va seguir ampliant el territori d'Assíria i va ocupar diversos estats dels arameus on anava instal·lant prínceps o monarques pro-assiris. Els reis d'Israel, Saül, David i Salomó van lluitar diverses vegades contra els arameus, que actuaven confederant diversos estats per tal de tenir major poder. El rei d'Assíria Salmanassar III (859 aC al 824 aC) va lluitar i va vèncer a els estats arameus que quedaven a la zona, Hamath, Damasc, Arpad i el Regne de Samal. Teglatfalassar III (del 745 aC al 727 aC) va derrotar una gran coalició d'estats siri-palestins i en va integrar alguns en el seu territori, i altres van quedar com a estats tributaris, entre ells Damasc i Hamath, que havien recuperat una certa independència.
Actualment són una minoria ètnica que viu principalment a Turquia, Síria i Iraq i alguns també al Líban i Palestina. Són una de les primeres nacions a convertir-se al cristianisme i pertanyen a diverses esglésies siríacs. Els arameus parlen en l'actualitat Neo-arameu. A causa de l'opressió i el genocidi islàmic, els arameus viuen aen una diàspora mundial, principalment repartida per Europa i Amèrica.